# Tau1 Aquarii
Tau1 Aquarii (69 Aquarii) é uma estrela múltipla na direção da constelação de Aquarius. Possui uma ascensão reta de 22h 47m 42.75s e uma declinação de −14° 03′ 23.1″. Sua magnitude aparente é igual a 5.68. Considerando sua distância de 260 anos-luz em relação à Terra, sua magnitude absoluta é igual a 1.17. Pertence à classe espectral B9V.